# Sojus MS-03
Sojus MS-03 ist die Missionsbezeichnung für einen Flug des russischen Raumschiffs Sojus zur Internationalen Raumstation. Im Rahmen des ISS-Programms trägt der Flug die Bezeichnung ISS AF-49S. Es war der 49. Besuch eines Sojus-Raumschiffs an der ISS und der 155. Flug im Sojusprogramm.

## Besatzung

### Startbesatzung
- Oleg Wiktorowitsch Nowizki (2. Raumflug), Kommandant (Russland/Roskosmos)
- Peggy Whitson (3. Raumflug), Bordingenieurin (USA/NASA)
- Thomas Pesquet (1. Raumflug), Bordingenieur (Frankreich/ESA)

### Ersatzmannschaft
- Fjodor Nikolajewitsch Jurtschichin (5. Raumflug), Kommandant (Russland/Roskosmos)
- Jack Fischer (1. Raumflug), Bordingenieur (USA/NASA)
- Paolo Nespoli (3. Raumflug), Bordingenieur (Italien/ESA)

### Rückkehrbesatzung
- Oleg Wiktorowitsch Nowizki
- Thomas Pesquet

Peggy Whitson flog nicht mit Nowizki und Pesquet zurück, sondern blieb an Bord der ISS und verbrachte dort drei weitere Monate als Mitglied der ISS-Expedition 52. Ihre Rückkehr erfolgte mit Sojus MS-04.

## Missionsbeschreibung
Die Mission brachte drei Besatzungsmitglieder der ISS-Expeditionen 50 und 51 zur Internationalen Raumstation.
Es war der dritte Einsatz des weiterentwickelten Sojus-MS-Raumschiffs. Dieses unterscheidet sich von der bisherigen Version unter anderem durch das neue Annäherungs- und Kopplungssystem Kurs-NA.
Das Rendezvous mit der ISS dauerte wieder wie bei den zwei vorangegangenen Flügen zwei Tage, statt der zuletzt üblichen sechs Stunden. Grund war eine noch nicht betriebsfähige „Klion-R“ Bodenkontrollstation in Wostotschny, die für den schnellen Vier-Orbit-Anflug der neuen MS-Raumschiffe benötigt wird.
Das Abdocken erfolgte schließlich am 2. Juni 2017 um 10:47 UTC, damit begann auf der Station die ISS-Expedition 52 mit Fjodor Jurtschichin als Kommandant. Die Landung erfolgte am selben Tag um 14:10 UTC 147 km südöstlich von Scheskasgan in der kasachischen Steppe.

## Galerie

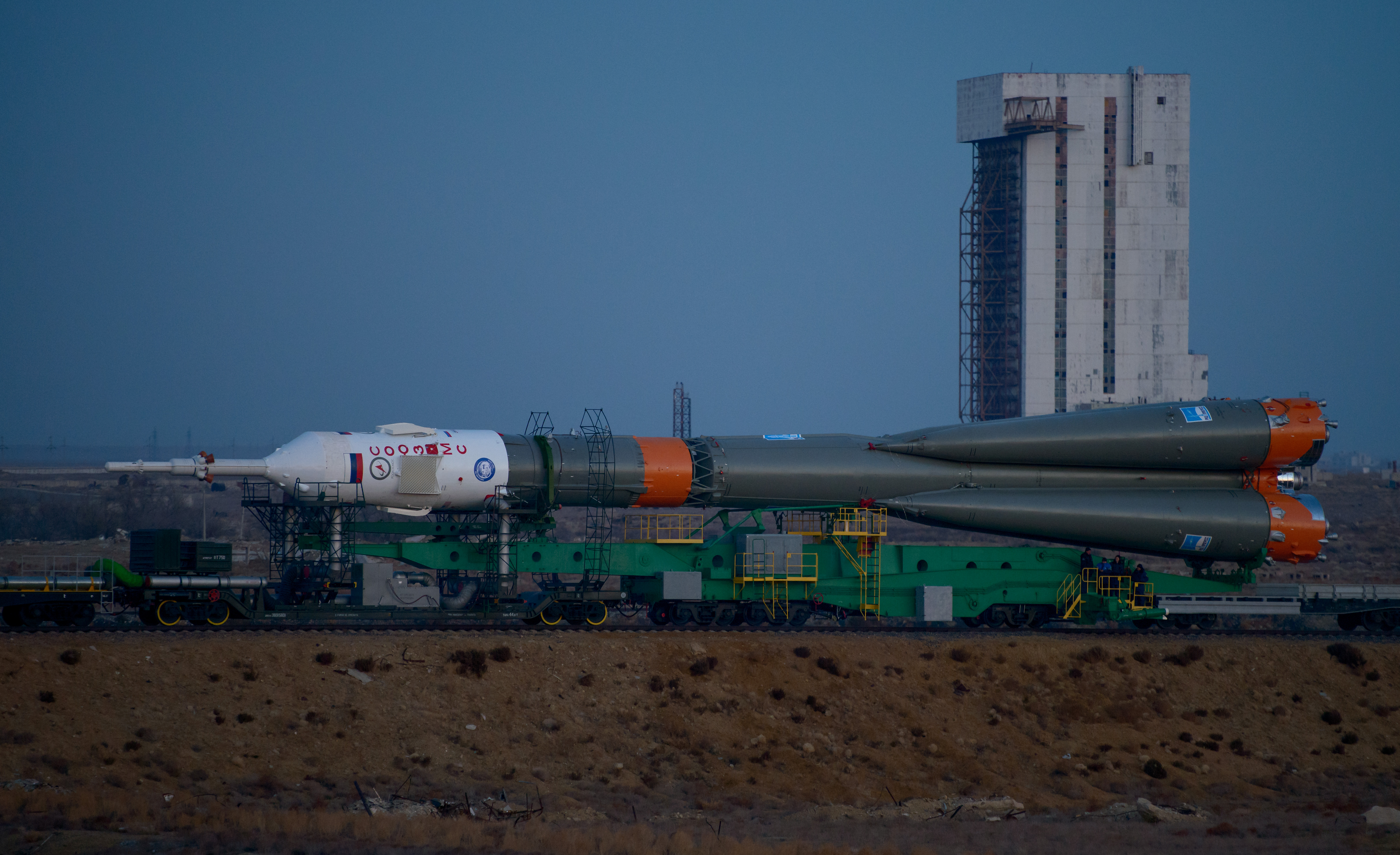
Der Rollout der Rakete am 14. November 2016
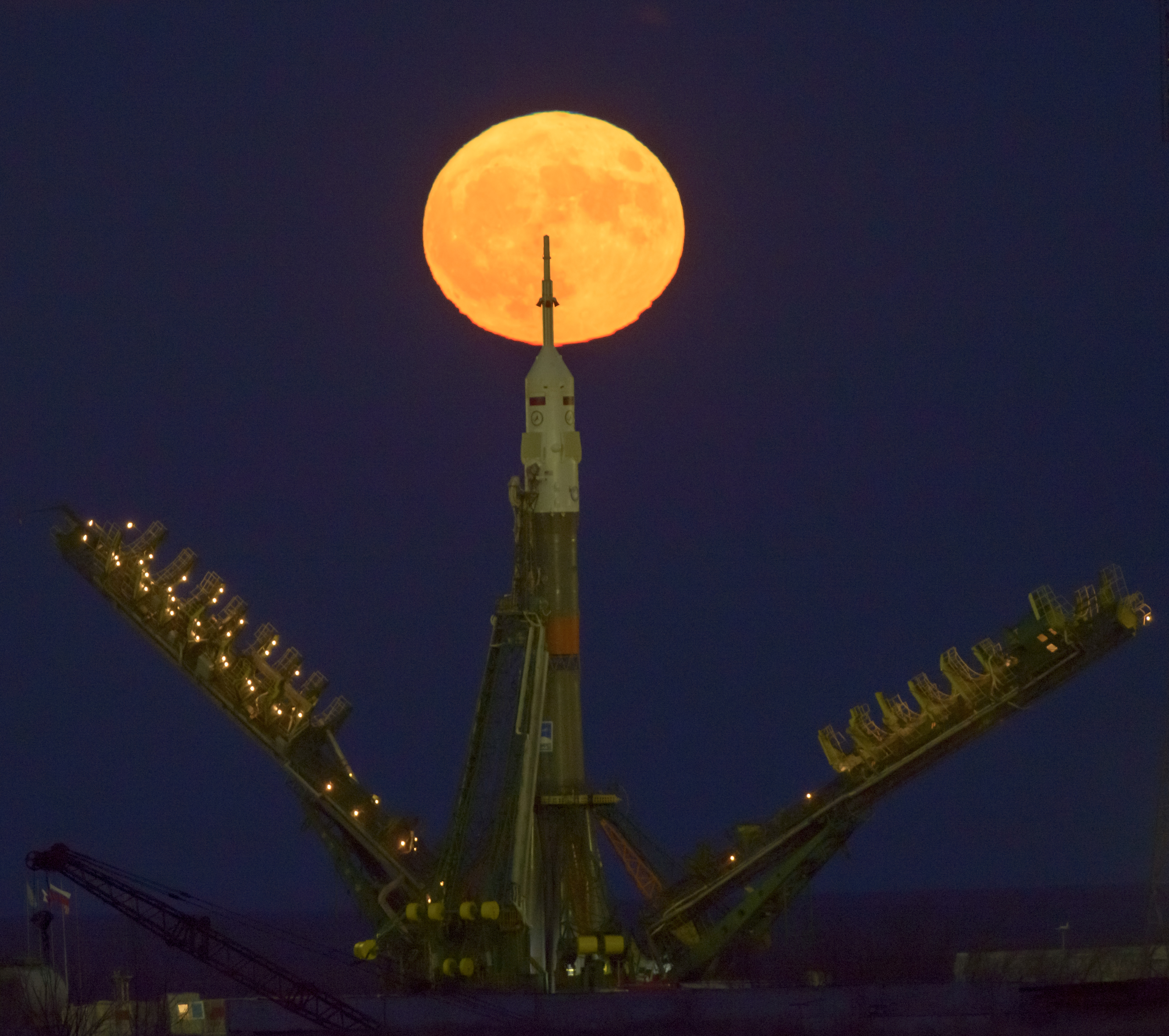
Die Rakete vor dem Supermond am 14. November
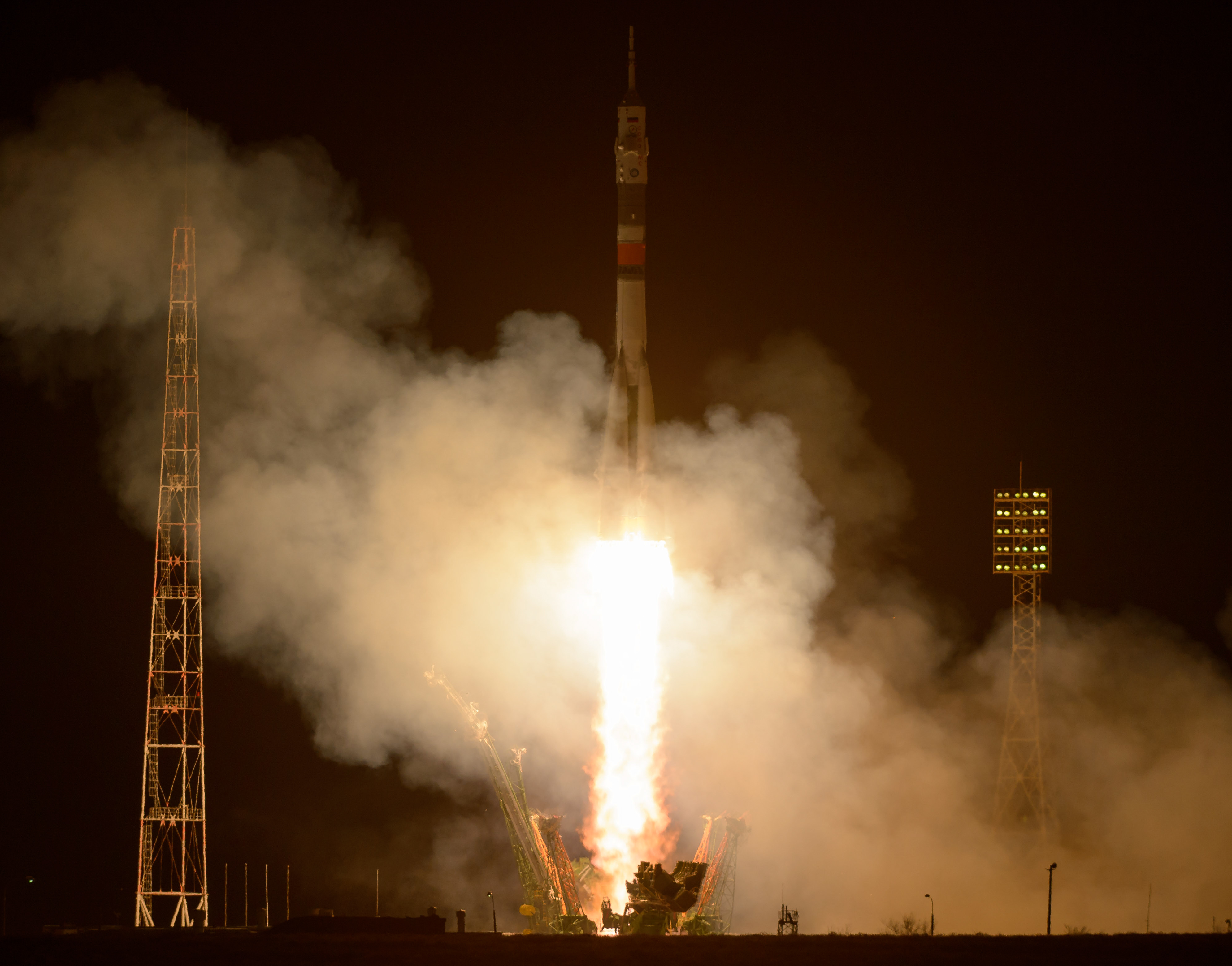
Der Start am 17. November
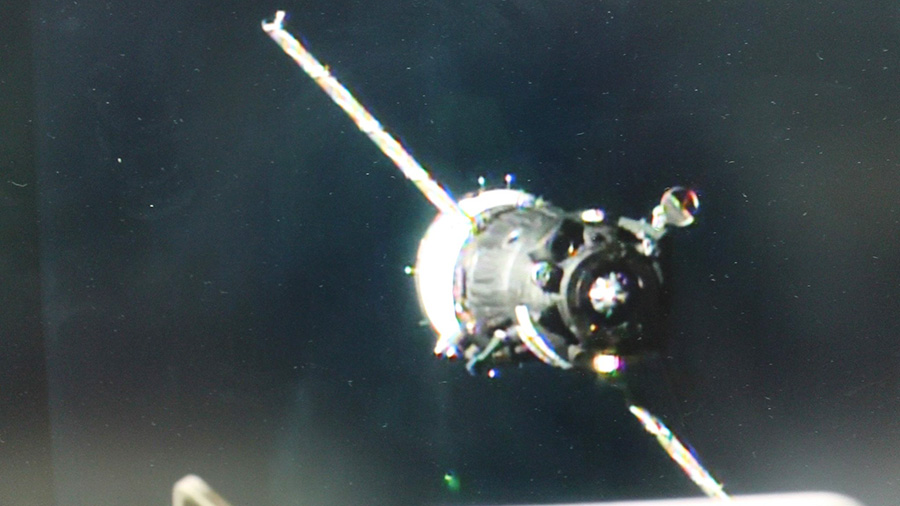
Das Raumschiff kurz vor dem Docken am 19. November
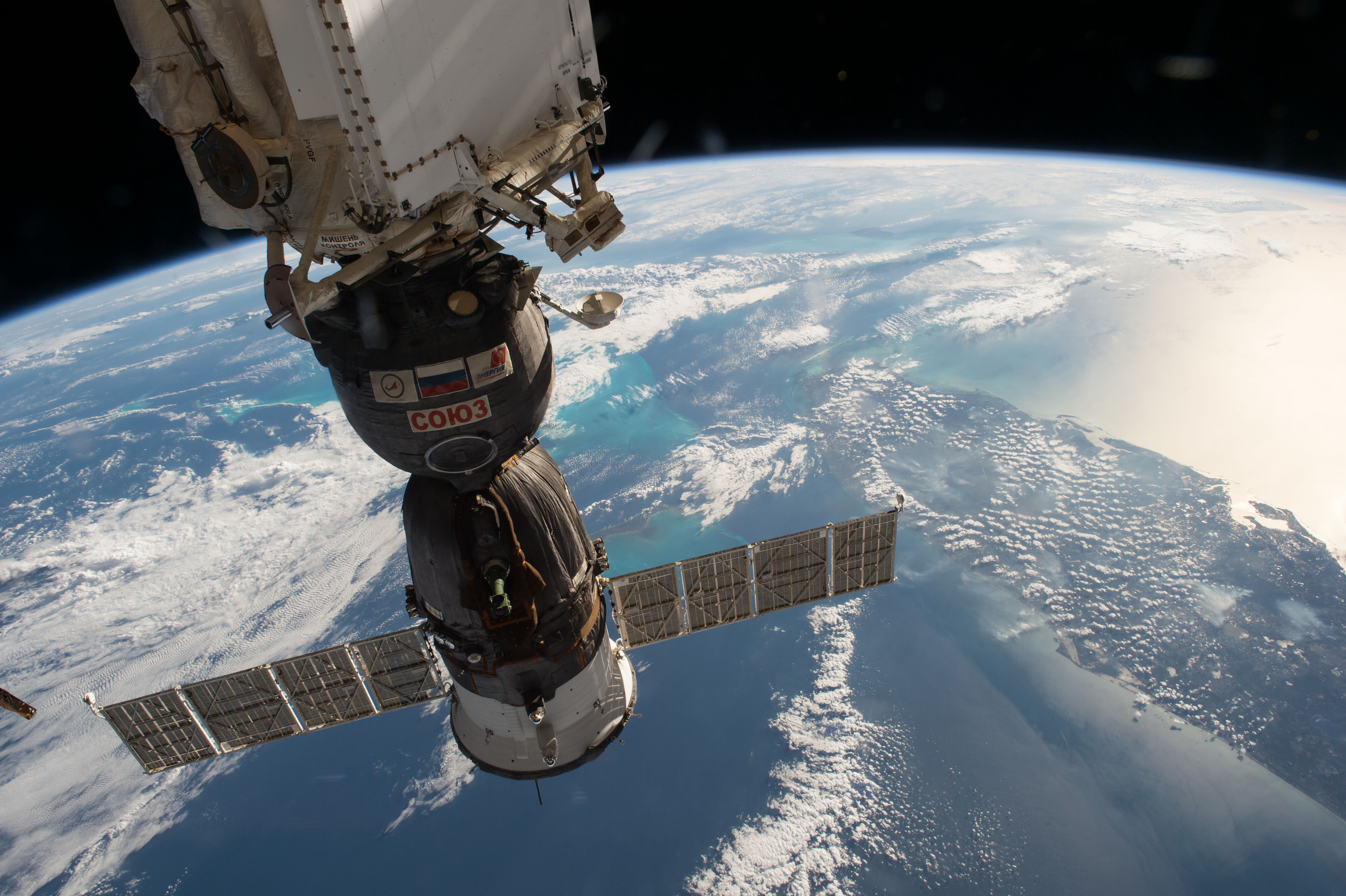
Das Raumschiff an Rasswet am 3. Februar 2017